# Sergej Vicharev
Sergej Gennad'evič Vicharev (in russo Сергей Геннадьевич Вихарев?; San Pietroburgo, 15 febbraio 1962 – San Pietroburgo, 2 giugno 2017) è stato un coreografo e ballerino russo.

## Biografia
Sergej Vicharev nacque e crebbe a San Pietroburgo, dove studiò all'Accademia di danza Vaganova. Dopo essersi diplomato nel 1980 ottenne un grande successo al concorso internazionale di balletto di Varna e fu scritturato dal Balletto Mariinskij. Sei anni più tardi fu proclamato primo ballerino della compagnia. Nel corso della sua carriera da ballerino danzò in molti dei grandi ruoli del repertorio, tra cui i protagonisti maschili ne La Sylphide, Giselle, Napoli, La bella addormentata, Paquita, Les Sylphides e Petruška.
In veste di coreografo è noto soprattutto per le sue edizioni critiche di numerosi balletti di Marius Petipa, di cui ricostruì costumi, scenografie e coreografie. Nel 1999 ricreò le coreografie di Petipa de La bella addormentata, ma il suo tentativo fu accolto con ostilità dai ballerini del Mariinskij, che rifiutarono di imparare coreografie interamente originali. Alcune coreografie di Petipa furono quindi eseguite insieme a quelle dell'allestimento del balletto che all'epoca faceva parte del repertorio del teatro. La bella addormentata fu accolto tiepidamente dalla critica russa, ma ottenne un buon successo quando fu portato in tournée in Europa.
Nel 2002 ricreò le coreografie di Petipa de La Bayadère, incluso il quarto atto. Ancora una volta però il Mariinskij pose dei limiti al lavoro di Vicharev e nell'allestimento del balletto i tre quarti delle coreografie danzate non furono quelle di Petipa, bensì quelle create durante il periodo sovietico. Nello stesso anno fu proclamato Artista Onorato di Russia.
Nel 2007 ottenne il successo in patria grazie al suo allestimento de Le Réveil de Flore di Petipa, messo in scena per l'ultima volta in Russia nel 1919; la sua opera critica valse a Vicharev la Maschera d'oro, uno dei maggiori riconoscimenti del teatro russo. Nel 2009 portò in scena la sua quarta rivisitazione di un balletto di Petipa: Coppélia al Teatro Bol'šoj. Nel 2011 curò un allestimento della Raymonda di Petipa al Teatro alla Scala e nel 2015 ricreò le coreografie di Petipa e Lev Ivanovič Ivanov de La fille mal gardée per il Teatro dell'Opera di Ekaterinburg.
Morì improvvisamente nel giugno 2017 in seguito a una reazione avversa all'anestetico usato durante un intervento di chirurgia orale.